# Estérençuby
Estérençuby é uma comuna francesa na região administrativa da Nova Aquitânia, no departamento dos Pirenéus Atlânticos. Estende-se por uma área de 47,44 km². Em 2010 a comuna tinha 338 habitantes (densidade: 7,1 hab./km²).